# Дао дэ цзин
Дао дэ цзин (кит. трад. 道德經, упр. 道德经, пиньинь Dào Dé Jīng, звучаниео файле, «Книга пути и достоинства») — основополагающий источник учения даосизма и один из выдающихся памятников китайской мысли, оказавший большое влияние на культуру Китая и всего мира. Основная идея этого произведения — понятие дао — трактуется как естественный порядок вещей, не допускающий постороннего вмешательства, «небесная воля» или «чистое небытие». Споры о содержании книги и её авторе продолжаются до сих пор.
Утверждается, что общее количество классических комментариев к Дао дэ цзин достигает 700, из которых на данный момент сохранилось 350. Количество комментариев на японском языке около 270.

## Авторство

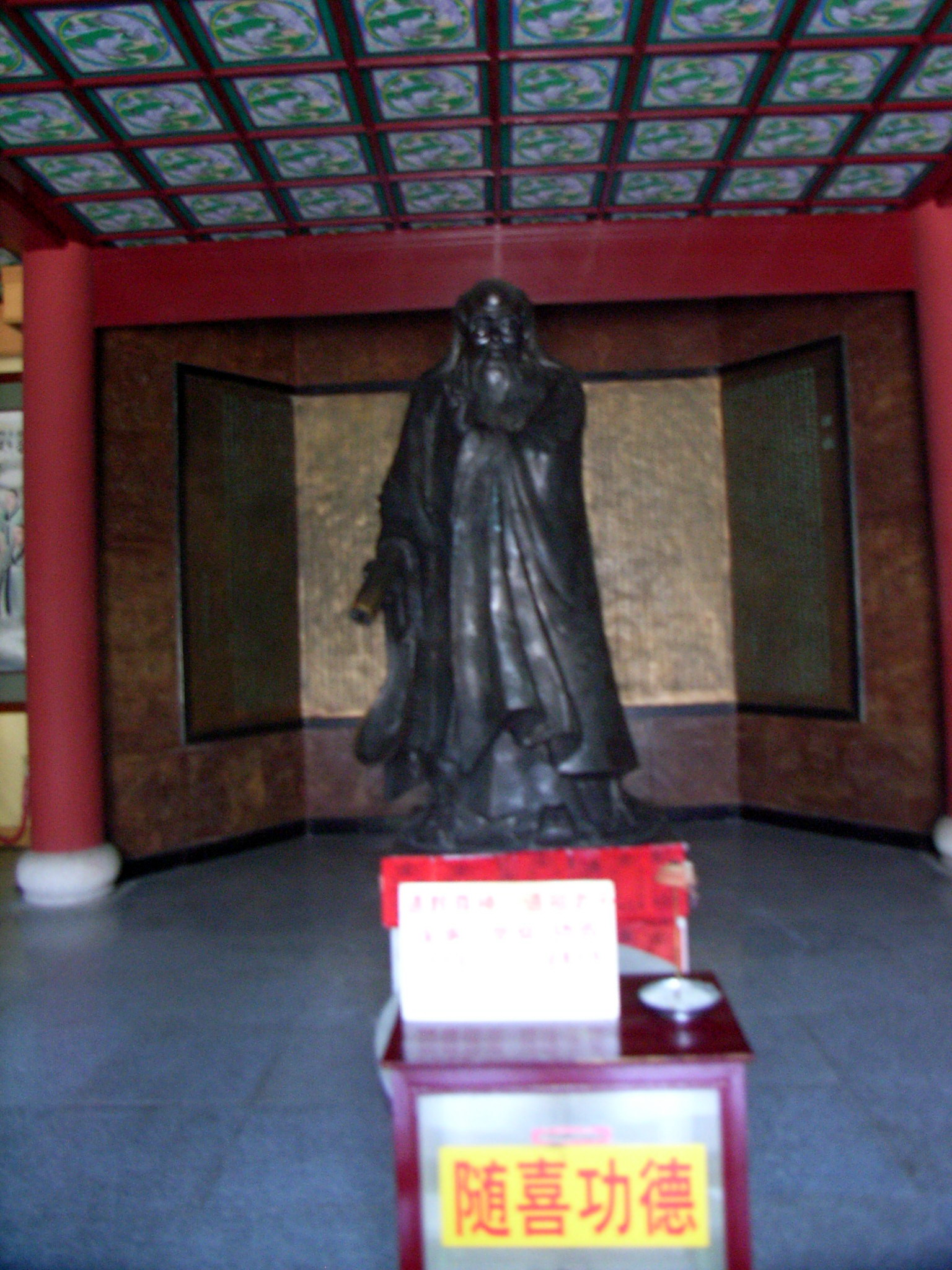
Статуя Лао-цзы в храмовом комплексе Наньюэ Дамяо у горы Хэншань, в храме, посвящённом Лао-цзы, выгравирован весь текст Дао Дэ Цзина

Традиционно автором книги считается Лао-цзы (VI — V вв. до н. э.), поэтому иногда книга носит его имя. Образ Лао-цзы, почти без биографических данных и поэтому загадочный и таинственный, привлекал даосов, постепенно начавших процесс его обожествления. Уже к первым векам нашей эры Лао-цзы превратился в Бога, вечного и всемогущего, — таким он предстаёт в текстах II—V вв. н. э.
Историк Сыма Цянь предполагал, что автором книги мог являться другой современник Конфуция — Лао Лай-цзы или же чжоуский государственный деятель Дань, о котором известно, что он посетил циньского правителя Сянь-гуна спустя 129 лет после смерти Конфуция.
Некоторые учёные (Лян Цичао, Гу Цзеган) считают, что ныне существующий текст «Дао Дэ Цзин» носит явный отпечаток более позднего времени, чем время жизни Лао-цзы. Выдвинуто предположение, что книга была создана в эпоху Чжань-го (IV — III вв. до н. э.) и отношения к Лао-цзы не имеет. Их оппоненты (Го Можо и др.), не отрицая разрыва между годами жизни Лао-цзы и временем появления «Дао Дэ Цзин», утверждают, что данное произведение представляет собой изложение устно передаваемого в то время учения Лао-цзы его последователями.

## Содержание

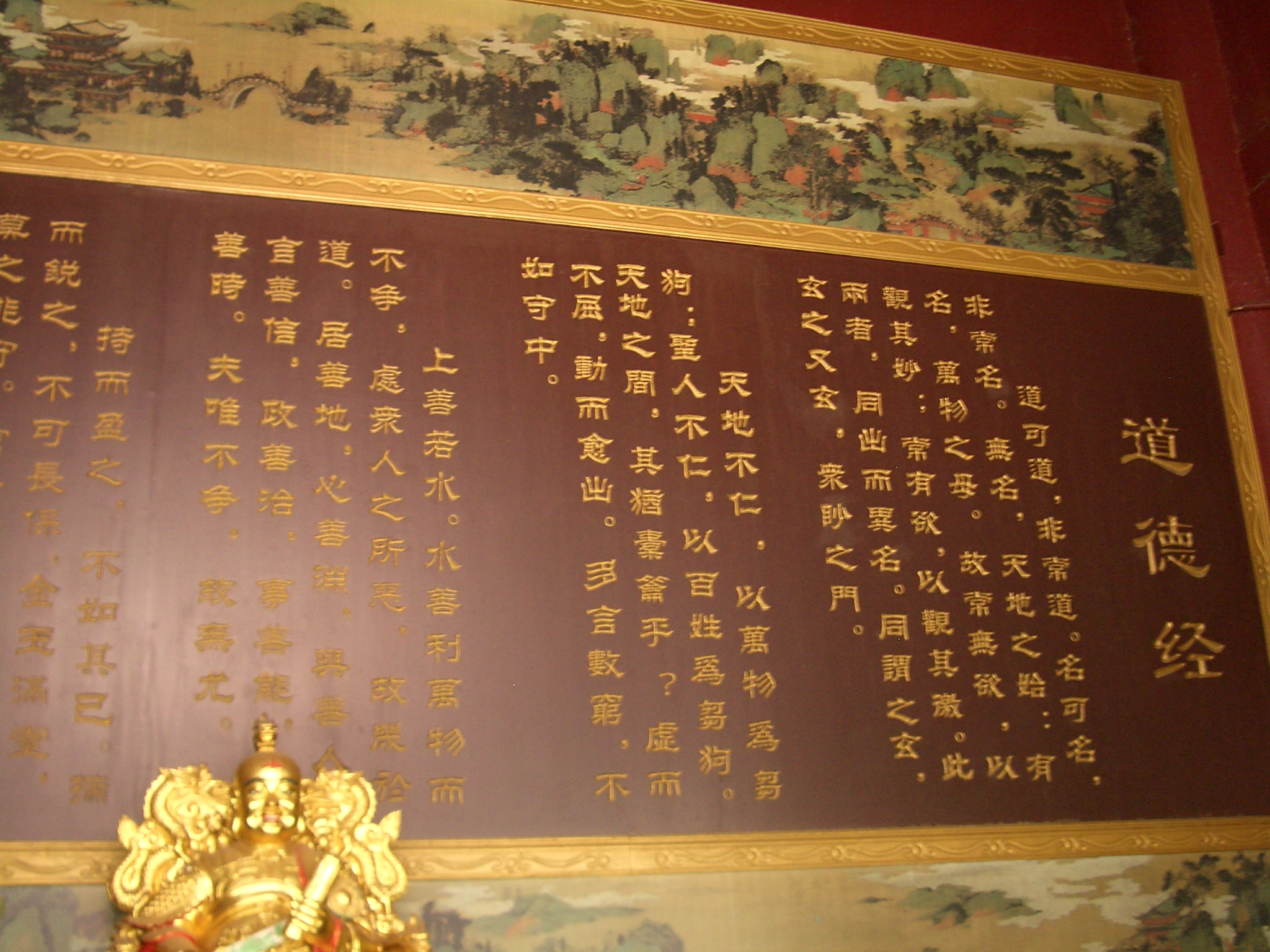
Начало текста Дао Дэ Цзин, высеченное на стене храма Чанчунь (г. Ухань)

Трактат Дао дэ цзин состоит из 81 главы. Центральным понятием является неизреченное (1), пустое (4), невидимое (14) и вечное (32) Дао, которое предшествовало различению Неба и Земли (6). Образом Дао является вода (78).
Человек, осознавший Дао, именуется совершенномудрым (7). Он обладает дружелюбием и искренностью (8). Среди добродетелей также названа справедливость, покой, постоянство (16) и естественность (23). Эти качества являются проявлением дао: Дао постоянно осуществляет недеяние (37). В конце трактата упоминаются три добродетели: человеколюбие, бережливость и скромность (67).
Проявлением Дао является Дэ (10, 21), которое, однако, первичнее добродетелей. Кроме того, дэ «вскармливает» вещи (51).
Также в трактате содержатся политические моменты. В частности, богатство подвергается критике: «Знатность подобна великому несчастью в жизни» (13). «Незнатные», напротив, являются основой знатных (39). Высокие налоги подвергаются критике (75). Лучшим правителем является тот, кто себя ничем не проявляет (17). Совершенномудрый избегает роскоши и излишеств (29). Трактат осуждает завоевательные походы, которые ведут к разорению (30—31). Оптимальным является лишь небольшое государство (80).
Заметно в трактате негативное отношение к конфуцианству, поскольку конфуцианские добродетели (человечность, мудрость, справедливость, сыновняя почтительность) свидетельствуют о забвении дао (18—19, 38). Ученость лишь умножает лицемерие.

## Язык, комментаторская традиция и переводы
Язык «Дао Дэ Цзин» несколько отличается от классического языка того времени, в нём нередко опущены служебные слова и связки, отчего трактат нередко допускает неоднозначное толкование. В различных даосских школах известны сотни комментариев на «Дао Дэ Цзин». Опубликовано многочисленное количество переводов на другие языки, только на русском имеется более десятка различных переводов, которые местами существенно расходятся.
Известны также эзотерические комментарии, в которой главы воспринимаются как указания по внутренней алхимии и достижению бессмертия. Текст «Дао Дэ Цзин» настолько популярен, что иногда нет возможности отличить мысли автора от интерпретаций и от систем, берущих вдохновение в этом тексте. Одним из наиболее авторитетных комментариев является комментарий Ван Би (226—249).
Самый древний комментарий принадлежит Хэшан Гуну (кит. 河上公), он выполнен в период Ханьской династии.
Школа Небесных Наставников придерживается эзотерических комментариев Сянъэр (кит. 想爾).
В версии, найденной в Мавандуе, имеются существенные стилистические отличия, кроме того, в этой версии две части трактата поменялись местами.
Самый известный перевод Дао Дэ Цзин был выполнен на санскрит в VII в. В 1788 году был сделан перевод «Дао-дэ-цзина» на латынь, и с тех пор попытки переводов на Западе не прекращались, общее их число достигает около 250. Таким образом, Дао дэ цзин по количеству переводов уступает только Библии, которая была переведена на более чем 2300 языков и наречий.
В 1895 году трактатом заинтересовался Лев Толстой и под его редакцией был выполнен перевод с французского. В русском варианте он звучал как Тао-те-кинг, а его автором значился Лао-Си. Само Дао передавалось как Тао, совершенномудрый — как святой муж, дэ — как добродетель. Константин Бальмонт в 1908 году при переводе трактата Дао обозначал как «Путь».
В XX веке «Дао дэ цзин» комментировал индийский духовный учитель Ошо.

## Переводы и комментарии на русском языке
- 1893—1894, Евгений Попов и Лев Толстой — Неполный перевод, выполненный по немецкому и французскому текстам. Впервые опубликован в 1910 г. под названием «Изречения китайского мудреца Лао-Тзе, избранные Л. Н. Толстым».
- 1894, Даниил Конисси — Первый полный перевод на русский язык, выполненный под редакцией Льва Толстого.
- 1908, Константин Бальмонт — Сокращённый перевод, выполненный белым стихом.
- 1950, Ян Хиншун (искаженное от реального имени Ян Синшунь 杨兴顺) — Дао Дэ Цзин (перевод Ян Хин-Шуна).
- 1971, Валерий Перелешин — Стихотворный перевод.
- 1992, А. Кувшинов — «Книга о пути и силе», перевод и комментарий.
- 1994, Юй Кан — Семантико-поэтический перевод.
- Н. и Т. Доброхотовы. Дао дэ Цзин, Переложение с китайского, Дубна: «Свента», 1994.
- Лао-цзы. Дао Дэ цзин. Поэтическое переложение. Перевод Олега Борушко. М., Вагриус, 1996. ISBN 5-7027-0037-6.
- 1996 — Перевод, издававшийся редакцией РБА.
- Лаоцзы. Обрести себя в Дао / Сост., авт. предисл., перевод, коммент. И. И. Семененко. — М.: Республика, 1999. — 445 с. ISBN 5-250-02678-8.
- Большая коллекция переводов на русский от различных авторов . В их числе один из наиболее полно комментированных в переводе В. В. Малявина.
- Дао дэ цзин. Прозоритмический перевод с древнекитайского и исследование А. Е. Лукьянова, поэтический перевод В. П. Абраменко. М.: издательство «Стилсервис», Институт Дальнего Востока РАН, исследовательское общество «Тайцзи». 2008. — 452 с.
- Дао дэ цзин, перевод Г. А. Ткаченко («Люйши чуньцю. Вёсны и осени господина Люя». Москва, «Мысль», 2001).
- Дао-Дэ цзин: Книга о Пути жизни / Сост. и перевод В. В. Малявина. М., Феория. 2010.
- Дао Дэ Цзин. Русское переложение Елизарова П. А.
- В. Н. Кондратьев-Лутковский. Канон Дао-пути и его благой мощи-Дэ. Киев, 2020.
- Лао-Цзы. Дао-дэ цзин / Лао-Цзы // Восточная мудрость; пер. с китайского, сост., предисл., коммент. В. В. Малявина. — Москва: Издательство АСТ, 2021. — C. 164—335 — (Всемирное наследие). ISBN 978-5-17-134805-2.
- Р. Жуковец. Великое Дао. Комментарий к «Дао Дэ Цзин» / Р. Жуковец. — М.: Амрита-Русь, 2022. — 256 с. ISBN 978-5-413-02513-0.
- Дао дэ цзин с толкованиями Ван Би: опыт русского перевода / Пер. с китайского К. C. Петросяна. — Москва, Издательский дом «Русская Философия», 2024. — 206 с. ISBN 978-5-6052616-7-4.